# Горњи Зебанец
Горњи Зебанец је насељено место у саставу општине Селница у Међимурској жупанији, Хрватска. До територијалне реорганизације у Хрватској налазио се у саставу старе општине Чаковец.

## Становништво
На попису становништва 2011. године, Горњи Зебанец је имао 189 становника.

## Попис1991.
На попису становништва 1991. године, насељено место Горњи Зебанец је имало 270 становника, следећег националног састава:
| Попис 1991.‍ | Попис 1991.‍ | Попис 1991.‍ | Попис 1991.‍ | Попис 1991.‍ |
| ----------- | ----------- | ----------- | ----------- | ----------- |
|             |             |             |             |             |
| Хрвати      | Хрвати      |             | 268         | 99,25%      |
| Мађари      | Мађари      |             | 1           | 0,37%       |
| Словенци    | Словенци    |             | 1           | 0,37%       |
| укупно: 270 |             |             |             |             |